# Betsy Aardsma
Betsy Ruth Aardsma (Holland, Míchigan; 11 de julio de 1947-State College, Pensilvania; 28 de noviembre de 1969) era una estudiante estadounidense de 22 años de edad que fue asesinada en la Biblioteca Pattee, ubicada en los terrenos de la Universidad Estatal de Pensilvania, en noviembre de 1969. Aunque el asesinato de Aardsma sigue sin resolverse oficialmente, reporteros de investigación locales y dos autores diferentes publicaron testimonios e informes de evidencias circunstanciales que incriminaban a un profesor de la universidad que era conocido por la víctima.

## Biografía
Betsy Aardsma era la segunda de cuatro hijos del matrimonio formado por Esther y Richard Aardsma. Asistió al Holland High School donde se graduó con honores. Posteriormente se matriculó en la Universidad de Míchigan, donde estudió Arte e Inglés. Al graduarse, se matriculó en la Universidad Estatal de Pensilvania. En el momento de su muerte, estaba en una relación con un estudiante del Centro Médico Penton State Milton S. Hershey llamado David Wright.

## Asesinato
Aardsma se encontraba en la Biblioteca Pattee de la Universidad el 28 de noviembre de 1969, investigando un artículo. En algún momento entre las 16:45 y las 16:55 horas, en un espacio de diez minutos, recibió una puñalada por el seno izquierdo con un cuchillo, cortando la arteria pulmonar y perforando el ventrículo derecho de su corazón. La policía creyó que Aardsma probablemente fue atacada por la espalda, ya que sus manos no tenían heridas defensivas. Después del apuñalamiento, Aardsma cayó al suelo. Poco después, uno o dos hombres salieron de la zona central de la biblioteca, diciéndole a un empleado de recepción que "alguien ayude a esa chica" cuando se fueron. El hombre u hombres, que hablaron con el recepcionista nunca fueron identificados.
Los espectadores prestaron primeros auxilios, incluida la reanimación boca a boca, a Aardsma y se realizó una llamada al hospital del campus, el Centro de Salud Ritenour, a las 17:01 horas. Apenas dieciocho minutos después (17:19), una ambulancia había transportado a Aardsma al Centro de Salud, donde fue declarada muerta poco tiempo después.
Después de que fuese apuñalada, la herida produjo solo una pequeña cantidad de sangre visible. Además, Aardsma llevaba un vestido rojo en ese momento, lo que complicaba la visión real y el rastro de sangre. Como resultado de estos dos hechos, los primeros en responder pensaron que tal vez ella había experimentado una convulsión o alguna otra dolencia médica. No fue hasta que Aardsma fue examinada en el Centro de Salud que alguien se dio cuenta de que había sido apuñalada.
El asesinato de Aardsma no llegó a resolverse, siendo considerado un caso frío para la Policía del Estado de Pensilvania.